# 합천 둔내리 폐사지
합천 둔내리 폐사지(陜川 屯內里 廢寺址)는 대한민국 경상남도 합천군 가회면 둔내리에 있는 폐사지이다. 2005년 3월 31일 경상남도의 기념물 제256호로 지정되었다.

## 개요
시굴조사 결과 정면3칸, 측면2칸의 건물지와 15세기의 자기류와 기와, 통일신라 및 고려시대 기와편이 출토되었다.

## 참고 문헌
- 합천둔내리폐사지 - 국가유산청 국가유산포털